# Stryphnus progressus
Stryphnus progressus är en svampdjursart som först beskrevs av Lendenfeld 1907.  Stryphnus progressus ingår i släktet Stryphnus och familjen Ancorinidae. Inga underarter finns listade i Catalogue of Life.